# Ergàmenes
Ergàmenes, Arakakamani o Arkamani(en grec antic: Ἐργαμένης) va ser rei de Mèroe de l'any 275 aC al 250 aC. Era etíop de naixement, però de cultura grega.
Va acabar amb el poder dels sacerdots, que fins llavors estava per damunt del sobirà, i va establir un sistema despòtic. Segons Diodor de Sicília
Era contemporani de Ptolemeu Filadelf, però no es coneixen les relacions amb aquest monarca. S'ha trobat el seu nom als jeroglífics del temple de Dakka, i es pensa que els seus dominis arribaven fins a aquesta ciutat.
Va destruir Napata i va establir la capital a Mèroe, on va construir grans piràmides. Se li atribueix la decoració del temple de Kalabsha. El temple es va acabar de construir després del 50 aC. La capital Mèroe era ja una ciutat important, i un nus de comunicacions i del pas de les caravanes cap al Nil Blanc, el Nil Blau i Àfrica Oriental. En aquesta època els nubians fabricaven bonics teixits, ceràmiques decorades, objectes de bronze i de ferro, i algunes peces de joieria d'or fi. Va succeir a Aktisanes (cap al 315 aC o 310 aC-270 aC) i el va succeir Amanislo (260 aC-250 aC).